# Buayan (Buayan)
Buayan is een bestuurslaag in het regentschap Kebumen van de provincie Midden-Java, Indonesië. Buayan telt 2178 inwoners (volkstelling 2010).